# 김정권 (정치인)
김정권(金正權, 1960년 1월 12일 ~ )은 대한민국의 정치인이다.

## 학력
- 1973년 김해활천초등학교 졸업
- 1976년 김해중학교 졸업
- 1979년 김해고등학교 졸업
- 1982년 인제대학교 국제경영통상학 학사
- 1986년 인제대학교 경영대학원 MBA

### 비학위 수료
- 2004년 고려대학교 정책대학원 최고위정책과정 수료

## 경력
- 제5·6·7대 경상남도의원(김해시 제2선거구)
- 낙동강살리기 경상남도본부 부장
- 생활정치연구소 소장
- 김해 YMCA 이사
- 국회 행정자치위원회 위원
- 국회 예산결산특별위원회 위원
- 국회 방송통신특별위원회 위원
- 한나라당 지방자치위원회 위원장
- 한나라당 원내공보부대표
- 국회 국토해양위원회 위원
- 국회운영위원회 위원
- 한나라당 원내대변인
- 국회 행정안전위원회 간사
- 박근혜 대통령 경남 선대위원장
- 제11대 경남발전연구원 원장
- 새누리당
- 국민의힘

## 전과
- 교통사고처리특례법위반: 벌금 1,500,000원 - 1995년 7월 4일 선고[1]

## 상훈
- 자랑스런 경남인상(경남포럼)
- NGO 모니터단 2008 국정감사 우수위원
- 녹색의원상
- 여성단체선정 여성디딤돌 의원상
- 여야동료 의원선정 국정감사 우수의원상 등 다수

## 저서
- 희망을 노래한다
- 올곧은 공동체를 위하여
- 김정권의 희망이야기 '처음처럼'
- 김정권의 희망이야기2 '호루라기'
- 김정권의 의령이야기

## 역대 선거 결과
|  | 47.96% |

|  | 0% |

|  | 60.79% |

|  | 66.33% |

|  | 44.24% |

|  | 61.3% |

|  | 50.85% |

|  | 47.17% |

|  | 48.40% |

## 같이 보기
- 김해시 갑
- 김해시의 국회의원

## 참고 자료
- 김정권 홈페이지 보관됨 2008-10-10 - 웨이백 머신